# St. Michael (Moosburg an der Isar)
Koordinaten: 48° 27′ 53,4″ N, 11° 55′ 57,2″ O

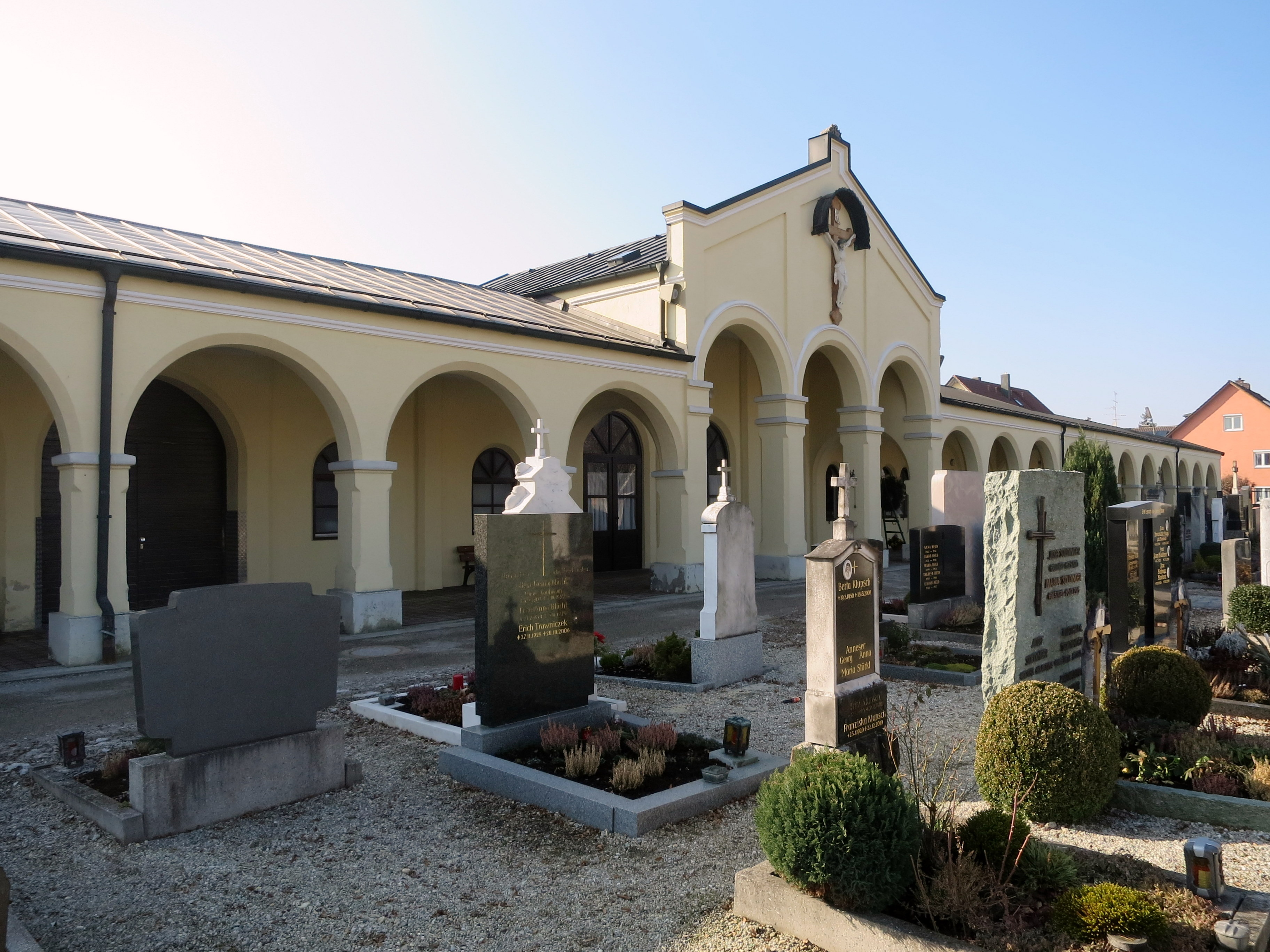
Friedhofsarkaden

Die Kirche St. Michael ist eine romanische Saalkirche in der oberbayerischen Stadt Moosburg an der Isar, die heute als Friedhofskapelle dient.

## Geschichte
Die spätromanische Friedhofskirche St. Michael auf dem Breitenberg, einer Anhöhe vor der Stadt, entstand in der Mitte des 13. Jahrhunderts und war bis 1353 die Pfarrkirche der Stadt Moosburg an der Isar. Der einfache Saalbau mit Apsis und Dachreiter dient seit der Auflösung des Friedhofs von St. Johannes im Jahr 1803 als Moosburger Friedhofskapelle. Veränderungen im spätklassizistischen Stil erfolgten um 1870.

## Baubeschreibung
Die Beschreibung des Bayerischen Landesamts für Denkmalpflege für das geschützte Baudenkmal (Denkmal-Nr. D-1-78-143-66) lautet:

„Romanischer Saalbau mit Apsis und angefügter Sakristei, Mitte 13. Jahrhundert, Barockisierung und Sakristei im 17. Jahrhundert, Veränderung im spätklassizistischen Stil um 1870 (Zwiebeldachreiter modern); mit Ausstattung
Priestergräber an der Nordseite, 19. Jahrhundert
Friedhofsmauer bei der Kapelle mit Kassetten, Ende 19. Jahrhundert
Aussegnungshalle mit Arkadengang und Grabdenkmälern des späten 19. Jahrhunderts“